# Fight for Your Mind
Albums de Ben Harper
Welcome to the Cruel World
(1994) The Will to Live
(1997)
Fight for Your Mind est un album de Ben Harper, sorti en 1995.

## Titres
Toutes les chansons sont écrites et composées par Ben Harper, sauf indication contraire.
| 1.  | Oppression                 |                                 | 2:58  |
| 2.  | Ground on Down             |                                 | 4:53  |
| 3.  | Another Lonely Day         |                                 | 3:43  |
| 4.  | Please Me Like You Want To |                                 | 4:55  |
| 5.  | Gold to Me                 |                                 | 5:00  |
| 6.  | Burn One Down              |                                 | 3:31  |
| 7.  | Excuse Me Mr               | Ben Harper, Jean-Pierre Plunier | 5:24  |
| 8.  | People Lead                |                                 | 4:13  |
| 9.  | Fight for Your Mind        |                                 | 4:06  |
| 10. | Give a Man a Home          |                                 | 3:35  |
| 11. | By My Side                 |                                 | 3:34  |
| 12. | Power of the Gospel        |                                 | 6:02  |
| 13. | God Fearing Man            |                                 | 11:49 |
| 14. | One Road to Freedom        |                                 | 4:14  |

## Artwork
Le verso de la pochette du CD Fight For Your Mind présente des cocardes de pays africains (et de la Jamaïque) pour représenter chaque titre de l'album.
Voici les correspondances entre les pistes et les cocardes :
- Angola - Oppression
- Cameroun - Ground on Down
- République centrafricaine - Another Lonely Day
- Tchad - Please Me Like You Want To
- Ouganda - Gold to Me
- Jamaïque - Burn One Down
- Égypte - Excuse Me Mr
- Niger - People Lead
- Ghana/Guinée - Fight For Your Mind
- Kenya - Give a Man a Home
- Nigeria - By My Side
- Somalie - Power of the Gospel
- Côte d'Ivoire - God Fearing Man
- Éthiopie - One Road to Freedom